# Okręg Kraków Batalionów Chłopskich
VI Krakowski Okręg Batalionów Chłopskich – jeden z okręgów w strukturze organizacyjnej Batalionów Chłopskich. Obejmował terytorium województwa krakowskiego, rzeszowskiego, śląskiego, a później również część kieleckiego.

## Struktura organizacyjna
Na czele okręgu stała jego Komenda Główna.
- Komendantem głównym był:
  - Narcyz Wiatr
- Szefem sztabu był:
  - Mieczysław Kabat
- Szefem łączności był:
  - Jan Mazurek
- Szefem łączności na Śląsk był:
  - Wojciech Jekiełek
- Szefem dywersji był:
  - Jan Rumas
- Kwatermistrzem był:
  - Jan Szczepański
- W skład kierownictwa Ludowego Związku Kobiet i Zielonego Krzyża wchodziły:
  - Katarzyna Balalowa - przewodnicząca LZK
  - Barbara Matusowa
  - Kazimiera Gajochówna-Witaszkowa

Został podzielony na podokręgi i obwody, przy czym część obwodów podlegała bezpośrednio komendantowi okręgu. Z trzech obwodów wydzielonych z III Okręgu Kielce pod koniec okupacji utworzono odrębny Inspektorat Chata. W szczegółach podział ten przedstawiał się następująco:
- Podokręg rzeszowski (komendant: Władysław Jagusztyn; zastępca: Jan Jankowski; oficer do spraw specjalnych: Bronisław Kątnik; oficer szkoleniowy: Sławomir Holoubek; szef propagandy i prasy: Jerzy Świrski; szef łączności: Władysław Foryt, inspektorka LZK i ZK: Maria Jędrzejec)
  - 4 - Obwód Brzozów "Bez" (komendant: Józef Banat, Władysław Sowa, Wojciech Dudek)
  - 9 - Obwód Jarosław "Jaskier" (komendant: Józef Wyczawski, Kazimierz Sośnicki, Ludwik Fleszar)
  - 11 - Obwód Kolbuszowa "Komar" (komendant: Stanisław Kosiorowski, Szymon Kocioł, Andrzej Jadach, Bolesław Nazimek)
  - 15 - Obwód Łańcut "Łania" "Żuk" (komendant: Stanisław Dziaduś, Władysław Jagusztyn, Walenty Baran)
  - 18 - Obwód Nisko "Natan" (komendant: Stanisław Rodzeń)
  - 21 - Obwód Przemyśl "Przesmyk" (komendant: Jerzy Kielar, Roman Kisiel)
  - 22 - Obwód Przeworsk "Przedbór" (komendant: Feliks Adamczak, Alfred Adamczyk, Jan Jankowski, Tadeusz Kulas)
  - 23 - Obwód Rzeszów "Radło" "Dąb" (komendant: Tomasz Wójcik, Antoni Borowiec, Mieczysław Urbanik, Tadeusz Szeliga, Jan Jankowski)
  - Obwód Tarnobrzeg (komendant: Jan Furdyna, Bronisław Kątnik, Józef Motyka)
- Podokręg podgórski (komendant: Alojzy Wiatr, Józef Betlej)
  - 8 - Obwód Gorlice "Gorczyca" (komendant: Adam Pyzik, Józef Duma, Zbigniew Popowicz)
  - 10 - Obwód Jasło "Jawor" (komendant: Florian Paja)
  - 13 - Obwód Krosno "Krokwa" (komendant: Henryk Twaróg, Józef Ciołkosz, Antoni Głowa)
  - 19 - Obwód Nowy Sącz "Nowina" (komendant: Narcyz Wiatr, Stanisław Sznajder)
  - Obwód Sanok (komendant: Tadeusz Twardy, Władysław Malik)
- Podokręg śląski (utworzony w 1943) (komendant: Jan Tomica; szef łączności: Karol Krzywoń, Helena Niemcówna; szef propagandy i prasy: Adolf Molak, Rudolf Kaleta, Bohdan Jarogniew Litwiński)
  - Obwód Bielsko (komendant: Franciszek Szuster, Władysław Drozd, Jan Boda)
  - Obwód Cieszyn (komendant: Jan Tomica)
  - Obwód Pszczyna (komendant: Józef Paszek)
  - Obwód Rybnik (komendant: Wilhelm Bugdoł)
  - Obwód Katowice (komendant: Juliusz Mikołajczyk)
  - Obwód Zaolzie (komendant: Jan Kotas, Paweł Kubisz)
  - Obwód Lubliniec (komendant: Józef Student)
  - Obwód Tarnowskie Góry (komendant: Paweł Hoinca)
- Obwody podlegające bezpośrednio komendantowi:
  - 1 - Obwód Biała "Bielica" (komendant: Wojciech Jekiełek, Antoni Baścik)
  - 2 - Obwód Bochnia "Bolesław" (komendant: Władysław Ryncarz)
  - 3 - Obwód Brzesko "Brona" (komendant: Stanisław Lechowicz)
  - 5 - Obwód Chrzanów (komendant: Stanisław Cudak)
  - 6 - Obwód Dąbrowa Tarnowska "Dęboróg" "Gaj" (komendant: Jan Bania, Józef Motyka)
  - 7 - Obwód Dębica "Dąbal" (komendant: Stanisław Mazur, Władysław Kania)
  - 12 - Obwód Kraków Województwo "Kruk" (komendant: ?[1])
  - 14 - Obwód Limanowa "Limba" (komendant: Józef Marzec)
  - 16 - Obwód Mielec "Maki" "Mielizna" (komendant: Jan Błachowicz)
  - 17 - Obwód Myślenice "Myśliwy" (komendant: Ludwik Pilch, Tadeusz Pilch)
  - 20 - Obwód Nowy Targ (komendant: Tadeusz Waksmundzki, Józef Marek)
  - 26 - Obwód Tarnów "Tadeusz" (komendant: Alfred Orlof)
  - 27 - Obwód Wadowice "Walenty” (komendant: Stefan Turek)
  - 28 - Obwód Żywiec (komendant: Zygmunt Mrozik, Czesław Janik)
  - 29 - Obwód Kraków Miasto "Kruk II" (komendant: Stanisław Duda, Stanisław Mars)
- Inspektorat "Chata" (komendant: Walenty Adamczyk; zastępca: Franciszek Kozera; szef sztabu: Zbigniew Ostrowski; szef sanitarny: Wiktoria Grzywacz)
  - 30 – Obwód Miechów "Mieczysław" (komendant: Stanisław Szymacha, Leon Cieśla, Stanisław Pałetko)
  - Obwód Olkusz (komendant: Mieczysław Głowania, Stefan Brożek)
  - Obwód Pińczów (komendant: Jan Pszczoła, Jan Rumas)